# Кльоновець-Старий
Кльоновець-Старий (пол. Klonowiec Stary) — село в Польщі, у гміні Стшельці Кутновського повіту Лодзинського воєводства.
Населення — 268 осіб (2011).
У 1975-1998 роках село належало до Плоцького воєводства.

## Демографія
Демографічна структура станом на 31 березня 2011 року:
|          | Загалом | Допрацездатний вік | Працездатний вік | Постпрацездатний вік |
| -------- | ------- | ------------------ | ---------------- | -------------------- |
| Чоловіки | 119     | 16                 | 89               | 14                   |
| Жінки    | 149     | 25                 | 86               | 38                   |
| Разом    | 268     | 41                 | 175              | 52                   |